# Skip Beckwith
Charles Frederick Pearson „Skip“ Beckwith (* 1. Oktober 1939 in Sidney, British Columbia; † 31. Juli 2019) war ein kanadischer Jazzmusiker (Kontrabass, auch Arrangement, Komposition).

## Leben und Wirken
Beckwith zog mit seiner Familie 1945 nach Halifax. Während der Schulzeit an der Queen Elizabeth High School spielte er mit seinen Freunden in einer Band. In Halifax studierte er Piano am Maritime Conservatory of Music und spielte im musikereigenen Halifax Jazz Club. Anschließend studierte er 1959–1961 Komposition an der Berklee School of Music; zu seinen Lehrern gehörten Ray Santisi, Arif Mardin und Herb Pomeroy. 1962 wechselte er zur Advanced School of Contemporary Music in Toronto, wo er Unterricht bei Ray Brown (Bass), Oscar Peterson (Piano) und Phil Nimmons (Arrangement und Komposition) hatte. 1962–1965 arbeitete er in der Musikszene Ottawas in Nachtclubs u. a. mit den Pianisten Brian Browne und Charles Coleman. Mit dem Brian Browne Trio (anfangs mit Schlagzeuger Doug Johnston) entstanden 1965 Aufnahmen für RCA Victor. Weiterhin arbeitete Beckwith als Sessionmusiker in den TV-Studios der Sender CBC und CTV als Begleitmusiker von Größen wie Bobby Curtola, Catherine McKinnon; 1969–1975 leitete er als Bassist die Begleitband für Anne Murray und war auch an Aufnahmen der Sängerin wie dem mit einem Grammy Award ausgezeichneten Album Love Song (1976) beteiligt.
1975 wandte er sich wieder der Jazzmusik zu, zog nach Halifax und war eine der führenden Figuren des Jazz-Revival in den späten 1970er- und frühen 80er-Jahren. In Halifax war er weiterhin Musikalischer Leiter von Pepe's Upstairs Jazz Café, begleitete Ed Bickert, Buddy DeFranco, Milt Jackson, Oliver Jones, Barney Kessel und Sonny Stitt bei ihren Gastspielen. Ferner war er als Produzent von Aufnahmen von Dutch Mason, Bruce Murray, Reg Schwager und Joe Sealy tätig. In Halifax spielte er u. a. im Trio Alive and Well mit Don Palmer und Jerry Granelli, mit denen er 1992 und 2000 zwei Alben vorlegte und noch einmal 2006 auf dem Halifax Jazz Festival gastierte. Beckwith unterrichtete im Jazzprogramm der Saint Francis Xavier University  in Antigonish. 1985–1989 gastierte er mit Oliver Jones auf dem Newport Jazz Festival in Saratoga Springs. Im Bereich des Jazz war er zwischen 1960 und 2007 an 16 Aufnahmesessions beteiligt, u. a. auch mit Henry Cuesta und Paul Donat.